# Pieter van Foreest

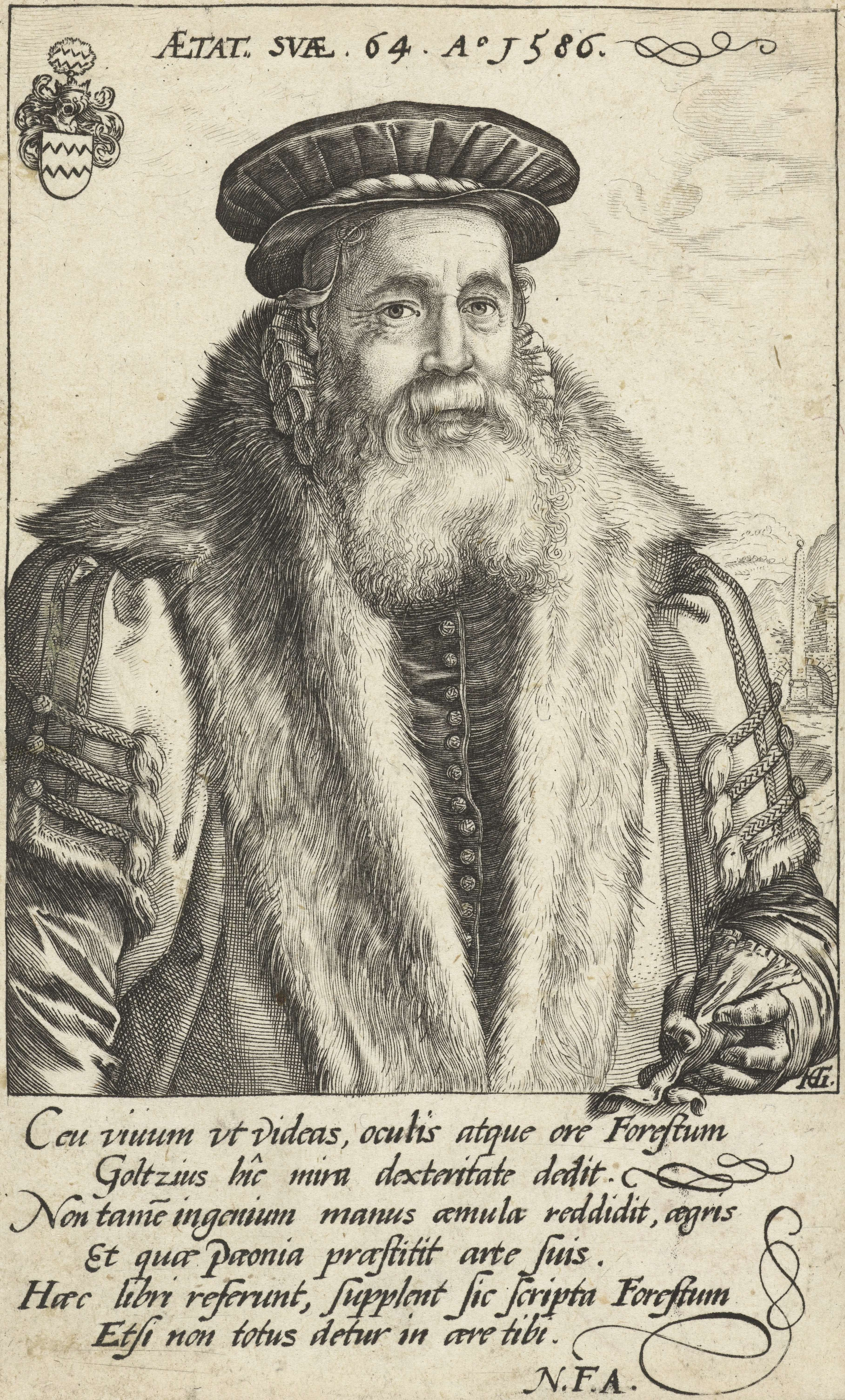
Petrus Forestus im Alter von 64 (1586)

Pieter van Foreest, auch Petrus Forestus (* Oktober oder November 1521 in Alkmaar; † 10. März 1597 in Delft) war ein niederländischer Arzt und Kliniker, auch bekannt als der „holländische Hippokrates“.
Petrus Forestus war der Sohn von Jorden van Foreest (1494–1559). Er besuchte die Lateinschule in Alkmaar. Ab 1536 studierte er an der Universität Löwen. 1540 machte er eine Studienreise (Peregrinatio Academica), um die Medizin besser kennenzulernen. So blieb er drei Jahre in Bologna, ferner in Padua, Venedig und Ferrara. Am 29. November 1543 promovierte er in Bologna, um darauf in Rom und Paris zu wirken. 1546 kehrte er zurück nach Alkmaar, wo er sich mit Eva van Teijlingen (1525–1595) verheiratete.
1558 wurde er Stadtarzt von Delft, wo er 37 Jahre blieb. Nach der Belagerung von Leiden 1574 wurde er vom Prinz Wilhelm von Oranien-Nassau konsultiert, der in Delfshaven krank geworden war. Später wurde er immer wieder von der Familie herangezogen. Nach dem Attentat auf Prinz Wilhelm am 10. Juli 1584 wurde er zur Autopsie herangezogen, worüber er dem Staatsrat einen ausführlichen Bericht zusandte.
Kuratoren der Universität Leiden luden Forestus ein, am 8. Februar 1575 bei der Eröffnungsfeier der Universität anwesend zu sein. Dort arbeitete er mit an den Statuten der neuen Akademie. Doch ging er wieder nach Delft zurück und wollte nicht an der Hochschule lehren.
Forestus hinterließ eine Handschrift Van der Empiriken, Landloeperen ende Valscher Medicynsbedroch.

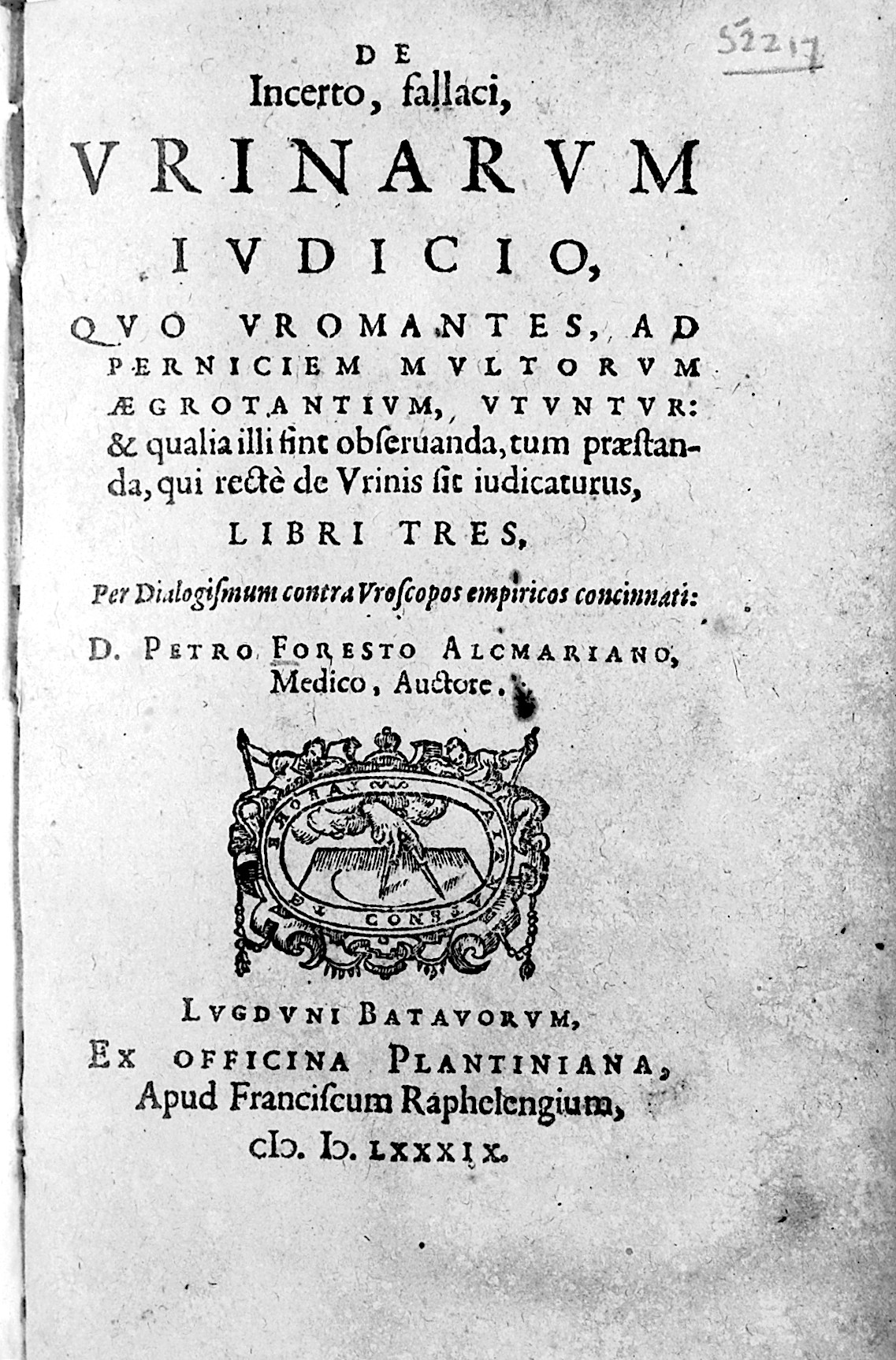
Schrift gegen die Urinschau, 1589

Forestus zeichnete vieles über die Leiden seiner Patienten und ihre Behandlung auf: 1350 Observationes mit zugehörigen Scholia. Die Observationes sind persönliche Wahrnehmungen von kranken Patienten. 1609 wurden alle Monografien gesammelt herausgegeben als Opera Omnia in Frankfurt am Main.
Sein Grab ist in der Laurenskerk (Alkmaar). Sein Grabspruch lautet: Hippocrates batavus si fuit ille fuit. (Wenn es je einen batavischen Hippokrates gegeben hat, dann war er es.)

## Schriften
- Observationum et curationum medicinalium libri XXVIII (5 vol., Frankfurt am Main, 1602-1634, dann 4 vol., 1660-1661)